# Antonino Migliore

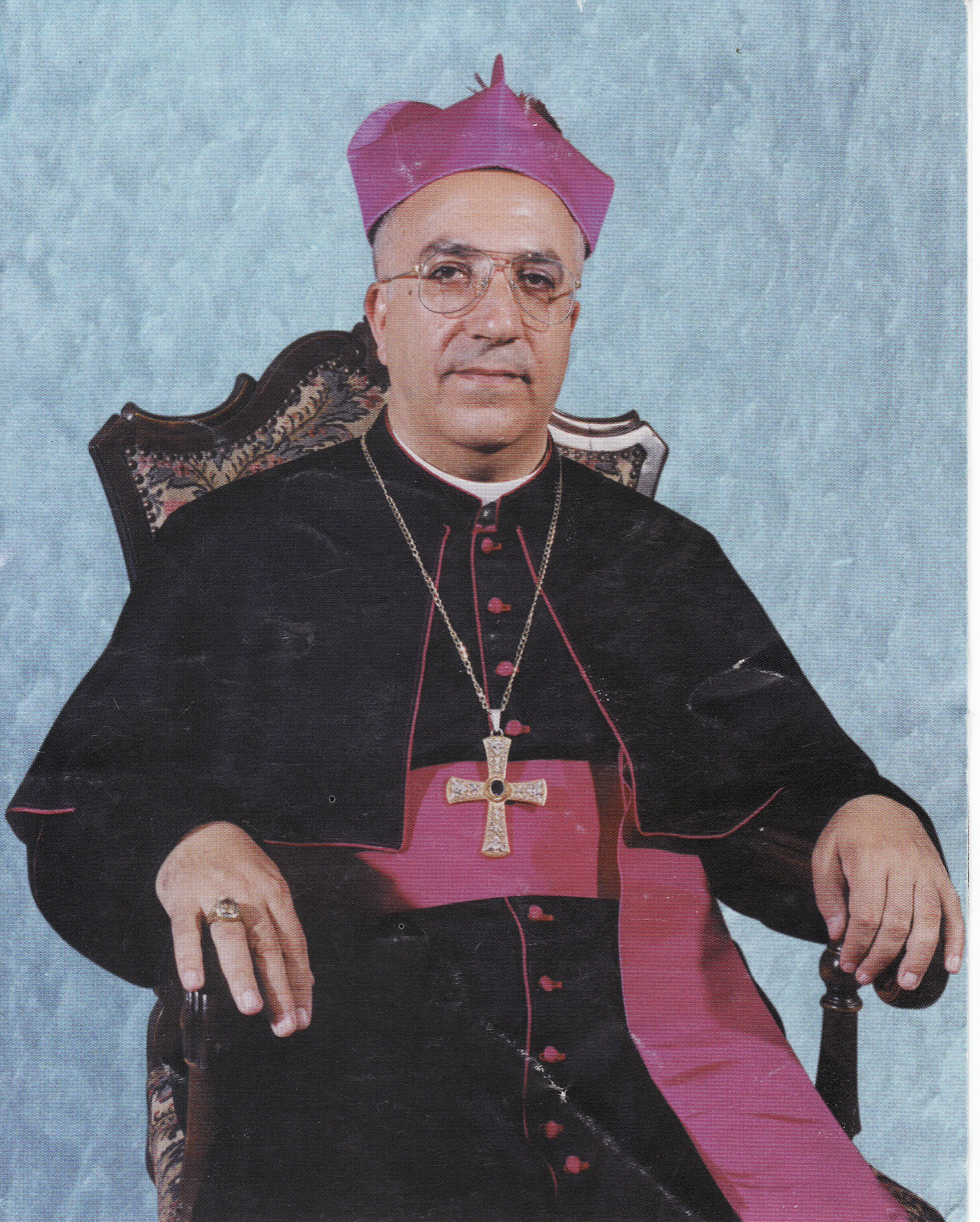
Bischof Antonino Migliore

Antonino Migliore (* 7. Juni 1946 in Serradifalco, Provinz Caltanissetta) ist ein italienischer Geistlicher und emeritierter römisch-katholischer Bischof von Coxim.

## Leben
Antonino Migliore empfing am 29. Juni 1969 das Sakrament der Priesterweihe.
Am 10. Mai 2000 ernannte ihn Papst Johannes Paul II. zum Prälaten von Coxim. Der Präfekt der Kongregation für die Bischöfe, Lucas Kardinal Moreira Neves OP, spendete ihm am 23. Juni desselben Jahres die Bischofsweihe; Mitkonsekratoren waren der Bischof von Caltanissetta, Alfredo Maria Garsia, der Apostolische Nuntius in Brasilien, Erzbischof Alfio Rapisarda, und der Erzbischof von Palermo, Salvatore Kardinal De Giorgi, sowie der emeritierte Erzbischof von Palermo, Salvatore Kardinal Pappalardo. Am 13. November 2002 ernannte ihn Papst Johannes Paul II. zum Bischof von Coxim.
Papst Franziskus nahm am 19. Oktober 2022 das von Antonino Migliore aus Altersgründen vorgebrachte Rücktrittsgesuch an.